# Jiang Lin
Jiang Lin (en chino: 姜林; Qingdao, 23 de octubre de 1981) es un deportista chino que compitió en tiro con arco, en la modalidad de arco recurvo.
Participó en los Juegos Olímpicos de Pekín 2008, obteniendo una medalla de bronce en la prueba por equipo (junto con Li Wenquan y Xue Haifeng).

## Palmarés internacional
| Juegos Olímpicos | Juegos Olímpicos | Juegos Olímpicos  | Juegos Olímpicos |
| Año              | Lugar            | Medalla           | Prueba           |
| ---------------- | ---------------- | ----------------- | ---------------- |
| 2008             | Pekín (China)    | Medalla de bronce | Equipo           |